# Institute for Systems Biology

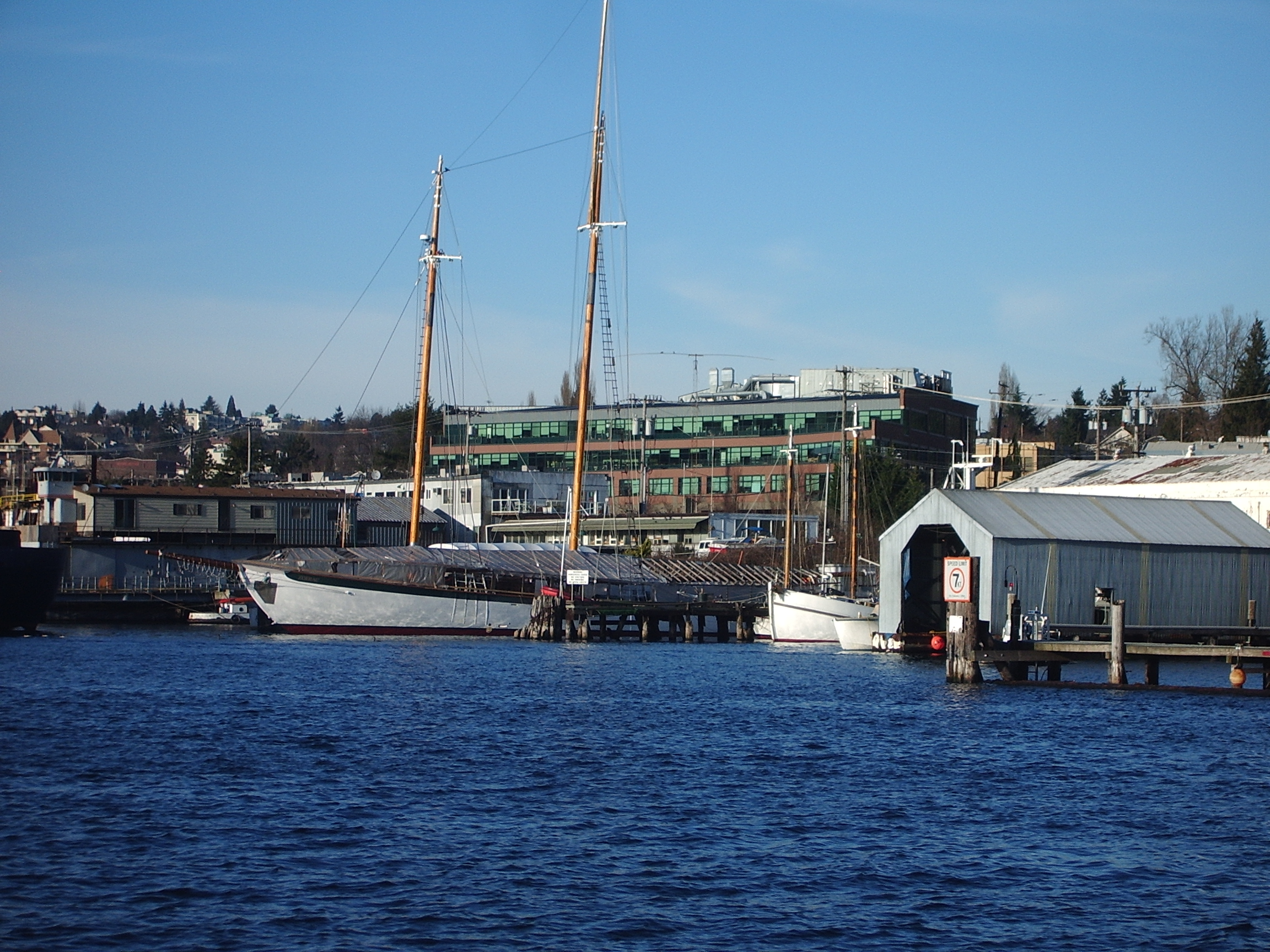

Het Institute for Systems Biology (ISB) is een non-profit onderzoeksinstituut voor systeembiologie, gevestigd in Seattle, Washington. Het instituut werd gesticht door Leroy Hood samen met Alan Aderem en Ruedi Aebersold in 2000. Volgens prof. dr Jan van der Greef, pionier van de Nederlandse systeembiologie, "heeft systeembiologie  te maken met aandacht voor de organisatie en communicatie binnen systemen, waarin integratie van disciplines voorop staat. Die disciplines variëren van fysica, wiskunde en chemie tot biologie en bioinformatica." Andere Amerikaanse universiteiten zoals Stanford, Harvard en MIT volgden het voorbeeld van Seattle en hebben een instituut voor systeembiologie opgericht. De toevloed van data die voortvloeit uit de verschillende genoomprojecten (zoals het menselijk genoomproject),  de verschillende proteoom initiatieven  (proteomics) kan aan elkaar gekoppeld en geanalyseerd worden met behulp van sterke computers (bioinformatica). De bedoeling is om in deze grote hoeveelheden moeilijke data toch structuur te ontdekken.

## Bron
- artikel kennislink.nl 1/10/2005